# Sinarca
Il torrente Sinarca nasce presso Palata da Il Monte (541 m s.l.m.) e sfocia nel mare Adriatico presso l'antica omonima torretta nel comune di Termoli.
Nel suo tragitto di 26 km aumenta la portata delle sue acque grazie a diversi affluenti, tra i più rilevanti entrambi a sinistra: il fosso della Guardata e il vallone Solagne Grandi.

## Galleria d'immagini

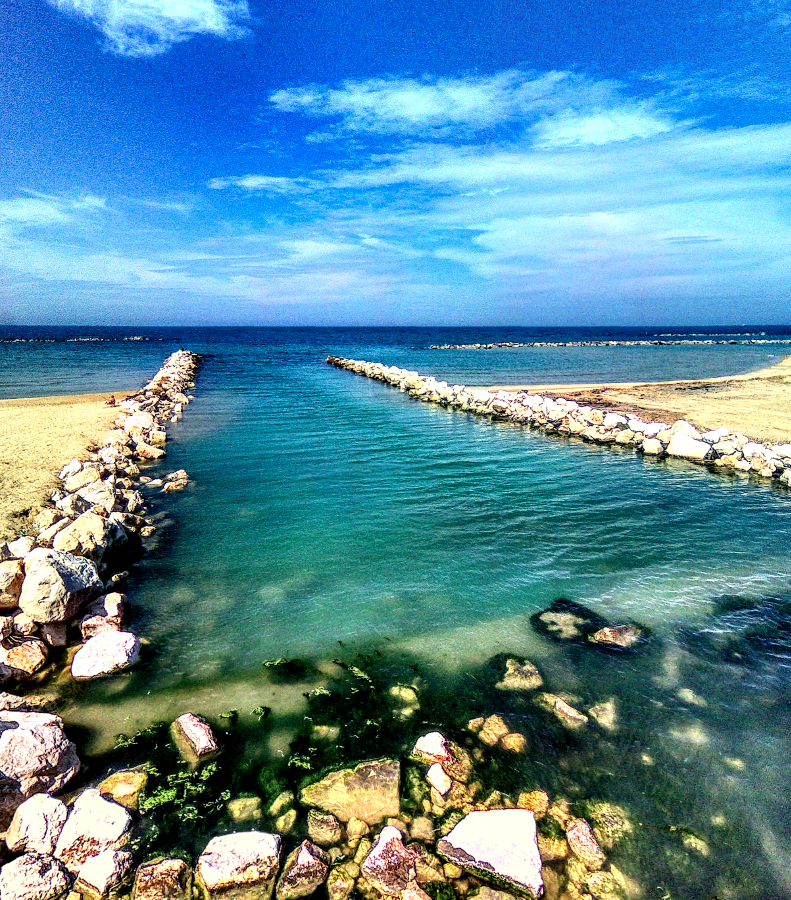
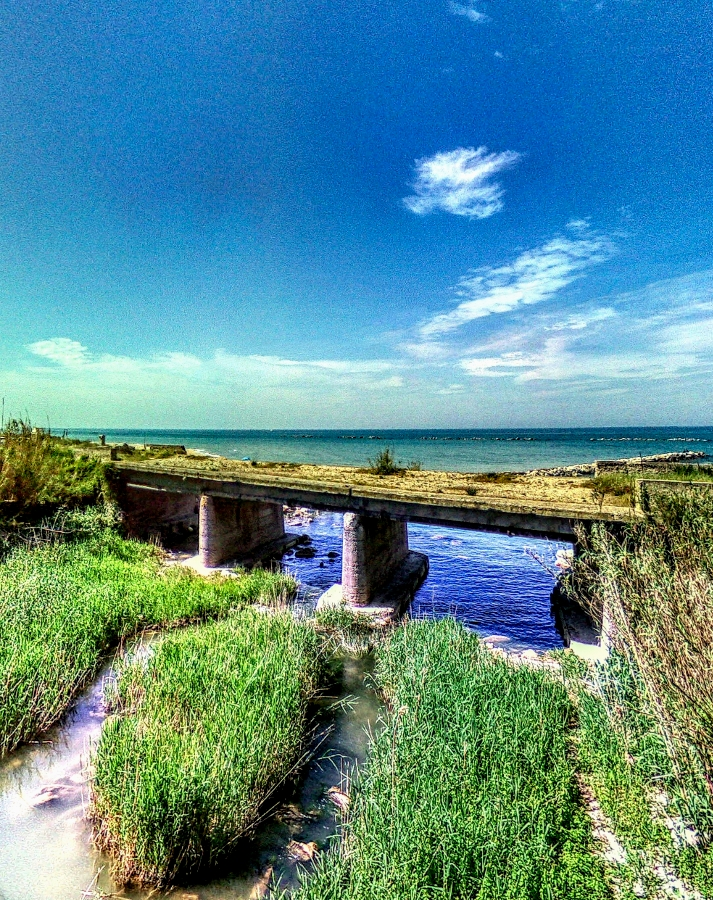